# Henry Trimen
Henry Trimen (Paddington, 26 ottobre 1843 – Kandy, 16 ottobre 1896) è stato un botanico inglese.

## Biografia
Figlio di Richard e Marinne Trimen e fratello dell'entomologo Roland Trimen (1840-1916), Henry Trimen studiò dapprima alla King's College School di Londra, quindi alla King's College Medical School di Edimburgo laureandosi cum laude. Ma, se si eccettua un breve periodo iniziale in cui intervenne come medico per un'epidemia di colera, egli non praticò mai la medicina.
Divenne presto curatore al Medical Museum del King's College e quindi lettore di botanica presso la St. Mary's Hospital Medical School, dal 1867 al 1872. Quasi contemporaneamente, dal 1869 al 1879, fu assistente al Dipartimento di Botanica del British Museum. 
Negli anni che seguirono la sua vita ebbe una svolta poiché fu nominato Direttore del "Giardino botanico reale di Ceylon" (oggi "Botanical Garden of University of Peradeniya") a Kandy (Sri Lanka), dove rimase per sedici anni, succedendo a George Henry Kendrick Thwaites (1811-1882). Lì continuò i suoi studi, dando il nome a diverse specie della famiglia delle Dipterocarpaceae, fondando il "Museo di Botanica economica" e dando vita a due giardini botanici sussidiari, nelle località di Badulla e di Anurādhapura.
Il 7 giugno 1888 fu nominato membro della Royal Society e della Linnean Society of London. Morì a Kandy, all'età di 53 anni.

## Opere
- Fu l'editore del "Journal of Botany, British and Foreign" dal 1871 sino a pochi mesi dalla morte.
- "Flora of Middlesex: A topographical and historical account of the plants found in the country". Edito da R. Hardwicke, 1869. Scritto in collaborazione con Sir William Turner Thiselton Dyer (1843-1928).
- Medicinal plants: being descriptions with original figures of thee principal plants employed in medecine ..., (4 volumi) Edito da Churchill. Londra, 1880. Scritto in collaborazione con Robert Bentley (1821-1893). Il testo presenta 300 tavole colorate a mano dal botanico David Blair. ISBN 81-7089-255-4[1]
- "Hortus Zeylanicus. A classified list of the plants, both native and exotic, growing in the Gardens ...."  Edito da G.J.A. Skeen. Colombo, 1888.
- "Hand-Book to the flora of Ceylon". Edito da Dulau & Co. Londra, 1893. Di quest'ultimo testo Trimen scrisse e firmò solo le prime tre parti. L'opera fu terminata da Sir William Jackson Hooker (1785-1865) e, più recentemente, da Arthur Hugh Garfit Alston (1902-1958).